# Тања Шљивар
Тања Шљивар (Бања Лука, 1988) српски је драмски писац, драматург и сценариста.

## Биографија
Дипломирала је драматургију на Факултету драмских уметности као студетнкиња генерације.
Мастерирала је драматургију на ФДУ у Београду (2013) и Примењене позоршине студије на Универзитету Justus Liebig  у Гисену, Немачка (2017).
Њену прву драму Пошто паштета играна је у београдском Атељеу 212, а њена друга драма, Гребање или Како се убила моја бака играју у зеничком Босанском народном позоришту.
Њена дела су извођена у Босни и Херцеговини (Босанско народно позориште Зеница), Хрватској, Србији (Народно позориште Ужице, Атеље 212 у Београду), Албанији, Шпањолској, Пољској, Аустрији, Финској, Словачкој и Њемачкој (у позориштима Deutsches Theater Berlin, Schauspiel Stuttgart, Theater Dortmund, Theater Paderborn).
Радила је као директорка драме Народног позоришта у Београду.
Била је стипендисткиња и гошћа књижевних резиденција у Грацу, Бечу, Приштини и Сплиту.
Чланица је умјетничке платформе Бјöрнсонова и активистичког покрета „Кров над главом“.
Пише радио драме, театролошке текстове, кратке приче, кратке изведбене текстове и сценарија за филмове.
Шљивар је ауторка текста за један од сегмената омнибус представе „Ich, Europa“ која се у актуелној сезони игра у позоришту Schauspiel Dortmund.
Дела су јој превођена на 10 језика.

## Награде
- Награда „Борислав Михајловић Михиз”, 2011.[7]
- Награда „Слободан Селенић”[7]
- Награда „Кочићева књига”, за драму Гребање или како се убила моја бака, 2013.[7]
- Награда „Миодраг Жалица” на Фестивалу БиХ драме у Зеници[7]
- Стеријина награда за текст савремене драме, за драму Ми смо они на које су нас родитељи упозоравали, 2016.[7]
- Награда „Миодраг Жалица”[7]
- MESS market award[8]

## Дела
Позориште
- Пошто паштета?, 15.01.2012, Београд, Атеље 212[9]
- Гребање, 11.10.2012, Београд, Битеф театар[9]
- Режим љубави, 28.04.2018, Београд, Атеље 212[9]
- Али град ме је штитио, 14.12.2018, Ужице, Народно позориште[9]
- Лепа Брена проџект, 18.12.2019, Београд, Битеф театар[9]
- Секс - уметност - комунизам, 03.03.2021, Београд, Битеф театар[9]
- Ми смо они на које су нас родитељи упозоравали[10]
- Али град ме је штитио[11]
- Kао и све слободне дјевојке[12]

Сценаристика
- Келти[4]
- Од сутра почињем да[4]
- Нешто слатко[4]